# Guilty Gear Judgment
Guilty Gear Judgment es un videojuego de la saga de Guilty Gear que fue publicado para PlayStation Portable. La mecánica de este título es del tipo beat 'em up (muy al estilo de Final Fight o Streets of Rage) en el cual el jugador debe avanzar a lo largo de diferentes niveles combatiendo en contra de diversas clases de enemigos. Al final de cada nivel se combate a un jefe y así sucesivamente hasta enfrentarse al jefe final. Este modo de juego ya se había visto antes en el Modo GG Boost de la versión de sobremesa de Guilty Gear Isuka. Guilty Gear Judgment tiene la peculiaridad de haber sido vendido en una edición que contenía dos juegos en uno, el primero siendo Guilty Gear Judgment y el segundo una de las versiones de Guilty Gear XX, la cual variaba entre la versión japonesa y la versión que se comercializó en otros países.

## Personajes
- Sol Badguy
- Ky Kiske
- May
- Chipp Zanuff
- Potemkin
- Eddie
- Axl Low
- Millia Rage
- Baiken
- Testament
- Jam Kuradoberi
- Johnny
- Anji Mito
- Faust
- Venom
- Dizzy
- Slayer
- Bridget
- Zappa
- I-No
- Judgment

## Historia
Aunque no está muy claro si la historia de este juego toma lugar antes o después de Guilty Gear XX, la presencia de la mayoría de los personajes de Guilty Gear indica que esta historia toma lugar después de Guilty Gear XX.
Una semana ha pasado sin noticias de Villtania un pequeño reino de Europa occidental. Sin embargo, al ser encontrados algunos refugiados, las Naciones Unidas descubren los devastadores y malvados experimentos conducidos por el líder de ciencia y hechicería de Villtania, Raimond. Como resultado, las Naciones Unidas declaran una emergencia internacional e inmediatamente ofrecen una recompensa a quien quiera que pueda detener a Raimond y restaurar el orden en Villtania. Un gran encuentro de guerreros atraídos por la recompensa pronto pelean para decidir quien retara a Raimond.

## #Reload/Slash
Al ser lanzado al mercado Guilty Gear Judgment contiene dos juegos en el mismo disco. El primero y principal era Guilty Gear Judgment, el segundo juego se trataba de Guilty Gear XX The Midnight Carnival (o Guilty Gear X2 como se le conoce también fuera de Japón), cuya versión variaba entre la versión Japonesa y la comercializada en América por Majesco. La versión japonesa incluye la versión Slash, esto debido a que la versión #Reload ya tenía tiempo de haber salido para PSP en aquel país. Para la versión Americana se incluyó la versión #Reload, cosa que molesto a muchos fanes de la serie debido a que la versión Slash nunca llegó a comercializarse fuera de Japón en ningún momento. Sumado al hecho de que el modo historia fue retirado dándole espacio a los modos de VS CPU., Arcade, M.o.M, Multiplayer y Survival.